# Wilhelm Elsner (Sänger)

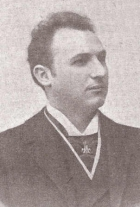
Wilhelm Elsner

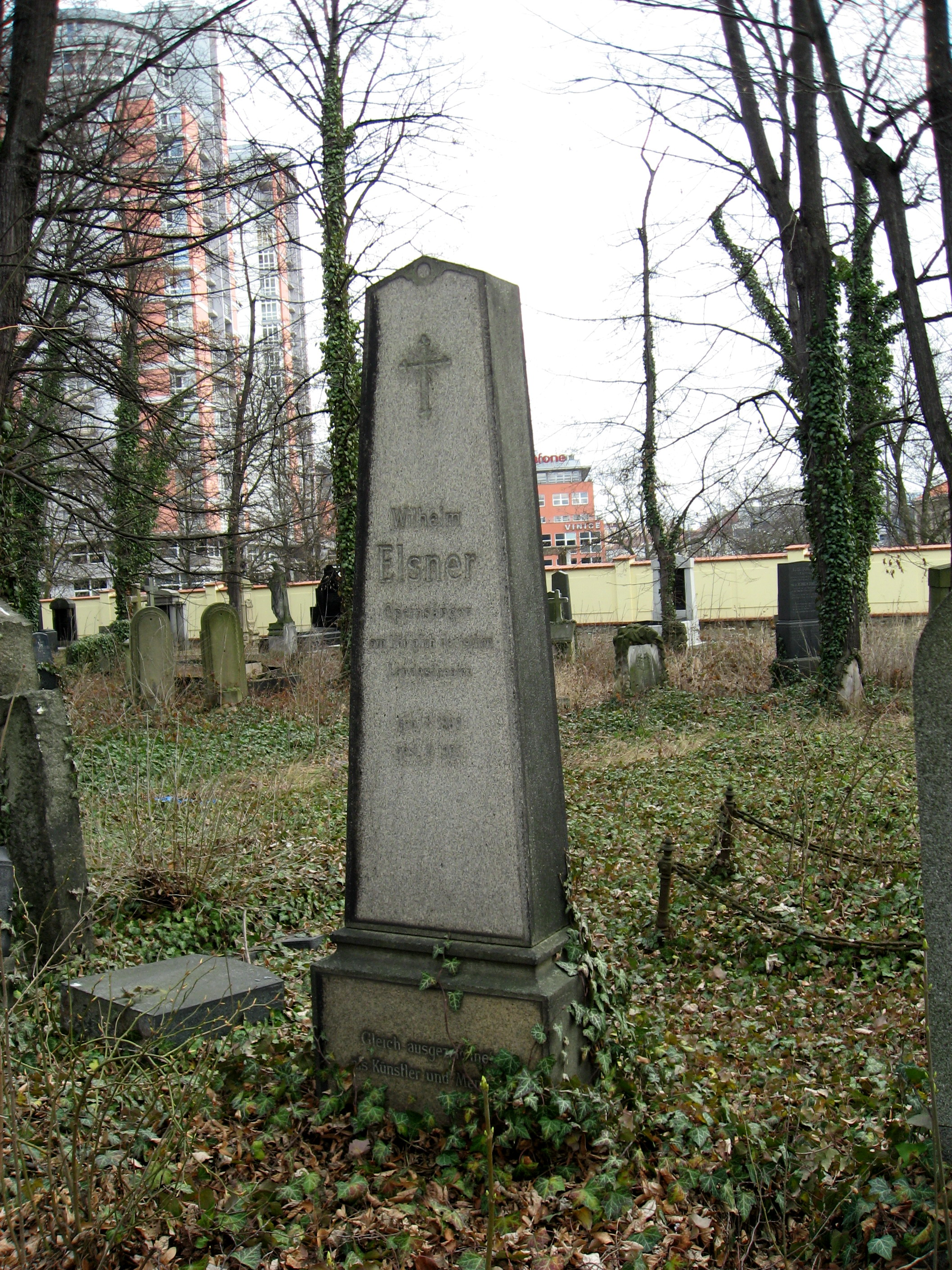
Elsners Grab auf dem evangelischen Friedhof in Strašnice, Prag

Wilhelm Friedrich Josef Elsner (* 10. November 1869 in Brünn, Österreich-Ungarn; † 26. August 1903 in Prag) war ein mährischer Opernsänger (Tenor).
Elsner wurde in Mähren im Gebiet der damaligen österreichisch-ungarischen Habsburgermonarchie geboren. Seine Familie hatte deutsche Wurzeln; Elsner wuchs jedoch in einem mehrsprachigen Umfeld auf. Er studierte Gesang bei Hermann Pfeiffer in Brünn. Sein Debüt als Opernsänger gab er im Jahre 1889 am Stadttheater Linz (Donau). Dort war er bis 1891 festes Ensemblemitglied. In der Spielzeit 1891/92 war er am Stadttheater Regensburg engagiert. Er ging dann anschließend 1892 an das Stadttheater Graz, wo er bis 1896 fest engagiert war. 1893 sang er in Graz die Titelpartie in der Uraufführung der Oper Helfried von Siegmund von Hausegger. 1896 erhielt er ein Engagement am Deutschen Theater Prag.
Elsner sang zunächst das Rollenfach des lyrischen Tenors. Zu seinem Repertoire gehörten Rollen wie Don Ottavio in Don Giovanni und die Titelrolle in Faust. Er vollzog dann jedoch, während seines Prager Engagements, den Fachwechsel zum Zwischenfach-Tenor, zum jugendlichen Heldentenor bis hin zum Heldentenor. Er besaß einen Tenor von „ausgesprochenem Heldentimbre“. Insbesondere wandte er sich dem Wagner-Repertoire zu. Er sang die Titelpartien in Tannhäuser und Lohengrin, Walther von Stolzing in Die Meistersinger von Nürnberg, Siegmund in Die Walküre und Loge in Das Rheingold. Als seine besondere Glanzpartie galt der Tristan in Tristan und Isolde. 1903 wirkte er in Prag in der Uraufführung der Oper Nadeya von Cesare Rossi mit.
Er gastierte, hauptsächlich in seinen Wagner-Rollen, an der Wiener Hofoper (April 1899, als Tannhäuser), an der Münchner Hofoper (1902), an der Dresdner Hofoper (1902) und am Opernhaus von Frankfurt a. M. (1902).
Ein festes Engagement an die Münchner Hofoper kam wegen seines überraschenden Todes nicht mehr zu Stande. Elsner war ebenso für die kurz bevorstehende Uraufführung der Oper Tiefland von Eugen d’Albert im November 1903 in Prag für die männliche Hauptrolle des Pedro vorgesehen. Die Partie übernahm aufgrund Elsners Tod kurzfristig der ungarische Tenor Desider Arányi.